# Спенкелинк, Джон
Джон Артур Спенкелинк, (англ. John Arthur Spenkelink, 29 марта 1949 года — 25 мая 1979 года) — первый человек, казнённый во Флориде (и второй в национальном масштабе) после повторного введения смертной казни в США в 1976 году.

## Биография
После отбытия тюремного срока за нетяжкие преступления Спенкелинк отправился во Флориду с другим заключённым Джозефом Дж. Шиманкевичем. Спенкелинк утверждал, что Шиманкевич предложил ему заняться сексом, а затем заставил играть в русскую рулетку. Вскоре Шиманкевич был убит. В 1973 году Спенкелинка приговорили к смертной казни на электрическом стуле за убийство Шиманкевича. Сам он утверждал, что стрелял в убитого в целях самообороны. У Спенкелинка был шанс получить пожизненное заключение при условии добровольного признания своей вины в тяжком убийстве второй степени, но он отказался сделать это.
В 1977 году губернатор Рубин Аскью подписал первый смертный приговор, но Верховный суд отменил его. В 1979 году новый губернатор штата Флорида, Боб Грэм, подписал второй смертный приговор, несмотря на временное постановление Верховного судьи Тэргуда Маршалла. Это был окончательный приговор, так как Верховный суд отменил решение Маршалла. В защиту Спенкелинка выступали бывший губернатор Флориды Лерой Коллинс, актер Алан Алда и певица Джоан Баез.
В отличие от первого казнённого в США (Гэри Гилмор), Спенкелинк юридически боролся за свою жизнь, и его дело приобрело широкий общественный резонанс. До возобновления практики смертных казней последний случай казни во Флориде был в 1964 году, а в стране — в 1967-м (штат Колорадо). После исполнения ходили слухи, что Спенкелинк был насильственно затащен на электрический стул, ему заткнули рот, избивали и сломали шею. В ответ на слухи власти эксгумировали тело для вскрытия, и штат Флорида постановил, что дальнейшее вскрытие проводится для всех казнённых заключённых. Некоторые свидетели считают, что Спенкелинк был уже мёртв, когда помещался на электрический стул. В книге Дэвида фон Брегля о системе исполнения смертных казней во Флориде «Among the Lowest of the Dead» автор представил несколько интервью с очевидцами, которые видели Спенкелинка живым на электрическом стуле до его смерти. По их словам, Спенкелинк не сопротивлялся.
В 1989 году серийный убийца Тед Банди занял ту же самую камеру в тюрьме штата Флорида, что и Спенкелинк.